# Faringe (turbelarios)

Esquema del sistema digestivo de un tricládido (en amarillo).

La faringe es una estructura muscular retráctil y tubular presente en la mayoría de turbelarios por medio de la cual se alimentan y excretan estos animales, y que comunica directamente el exterior, a través de la boca, con el sistema digestivo.

## Tricladida
En los tricládidos la faringe está dirigida hacia la parte posterior del cuerpo y se aloja en el interior de una "bolsa". Se sitúa a aproximadamente la mitad del cuerpo. La faringe se puede desplegar fuera del cuerpo gracias a la acción de una capa gruesa de musculatura circular que hace que se alargue. Es el extremo de la faringe lo que absorbe los alimentos y estos se bombean por acción peristáltica hacia el intestino de tres ramas en un estado semifluido. Algunos tricládidos, como algunas especies de Crenobia (p.e. Crenobia teratophila) tienen más de una faringe. La superficie de esta estructura está recubierta por epitelio que es mayoritariamente glandular.